# Bosta (filme)
Bosta (بوسطة bawusta) é um filme de drama libanês de 2005 dirigido e escrito por Philippe Aractingi. Foi selecionado como representante do Líbano à edição do Oscar 2006, organizada pela Academia de Artes e Ciências Cinematográficas.

## Elenco
- Rodney el Haddad
- Nadine Labaki
- Nada Abou Farhat
- Omar Rajeh
- Liliane Nemri
- Bshara Atallah
- Mounir Malaeb
- Mahmoud Mabsout
- Rana Alamudin Karam